# 归庄
归莊（1613年8月29日—1673年10月1日），别名祚明，字尔礼，又字玄恭，号恒轩，又号归藏、归乎来、悬弓、园公、鏖鏊钜山人、逸群公子等，江苏昆山人，明末清初文學家。

## 生平
歸有光曾孙。歸莊出生時，家境已貧困不堪。父親歸昌世“不事生產”，每每“日高醉臥”。歸莊自幼聰明，讀書一目十行。十四歲補諸生。十七歲時加入復社。清兵入關后更名祚明，號归藏、归乎来、归妹，曾参加昆山抗清活动，兵败后一度改僧装逃亡，隐居家乡著述。与同乡顾炎武齊名，并称归奇顾怪。著有《恒轩诗集》、《悬弓集》、《恒轩文集》等等。

## 成就
归莊赫有文名，其對聯「兩口寄安樂之家，妻太聰明夫太怪；四鄰接幽冥之宅，人何寥落鬼何多」，號稱奇聯，馳名古今。清代王曇、民國王造時等人，以及近代的張學良將軍、前中华民国總統陳水扁，都曾引用、改作。
清代王曇自書對聯：「兩口居碧水丹山，妻太聰明夫太怪；四圍皆青燐白骨，人何寥落鬼何多。」（引張鳴珂《寒松閣談藝瑣錄》）
民國王造時輓禹之謨：「新國吊英魂，哭亦無聊歌亦苦；名山藏俠骨，人何寥落鬼何多。」